# Werner Krämer (SS-Mitglied)
Werner Krämer (* 5. November 1913 in Eisenach; † 18. März 1981 in Hanau) war ein deutscher SS-Hauptscharführer und Blockführer im KZ Sachsenhausen.

## Leben
Werner Krämer war Sohn eines Musikers. Bis 1929 besuchte er die Volksschule. Anschließend begann er in der Druckerei der Eisenacher Zeitung eine Ausbildung zum Stein- und Offsetdrucker, die er ab Anfang 1932 bei der Mitteldeutschen Zeitung in Erfurt fortsetzte. Nach der Gesellenprüfung 1933 blieb er dort als Druckereigehilfe, wurde dann aber wegen Arbeitsmangel entlassen.
Ab April 1933 gehörte Krämer der SA an. Im November 1934 meldete er sich freiwillig zur Reichswehr und absolvierte zwölf Monate Militärdienst. Anschließend war er kurzzeitig als industrieller Hilfsarbeiter tätig. Danach schloss er sich den SS-Totenkopfverbänden „Elbe“ an. Ab Juni 1936 wurde er in der Wachmannschaft des KZ Lichtenburg in Prettin eingesetzt. Am 2. Mai 1937 beantragte er die Aufnahme in die NSDAP und wurde rückwirkend zum 1. Mai desselben Jahres aufgenommen (Mitgliedsnummer 4.293.150). Im August 1937 leistete er Wachdienst in der Geschäftsstelle des Thüringischen Gauleiters Fritz Sauckel in Weimar. Im Mai 1938 wurde er zur SS-Totenkopfstandarte „Brandenburg“ nach Oranienburg abgeordnet. Hier gehörte er zunächst der Wachmannschaft vom KZ Sachsenhausen an. Im Jahre 1939 wurde er in den Kommandanturstab des KZ Sachsenhausen übernommen und als Block- und Arbeitskommandoführer verwendet. Im Herbst 1941 wirkte er am Massenmord an den sowjetischen Kriegsgefangenen mit. Ende 1943 wurde er in das KZ Herzogenbusch in den Niederlanden versetzt, wo er als Blockführer tätig war. Im Jahre 1944 wurde Krämer zum Frontdienst im Osten abgezogen.
Nach Kriegsende geriet er in Tirol in amerikanische Kriegsgefangenschaft, wobei er eine Schussverletzung erlitt. Die US-Militärbehörden lieferten ihn an die französischen Truppen aus. Bis zum Mai 1948 war er in den Internierungslagern Auxonne und Altschweier inhaftiert. Nach der Entlassung ließ er sich in Hessen nieder und verdingte sich in der Landwirtschaft. Zu Beginn der 1950er Jahre fand er wieder Arbeit in seinem Beruf als Drucker. Im Jahre 1964 wurde er festgenommen und kam in Untersuchungshaft. Im Mai 1965 stand er im ersten Kölner Sachsenhausen-Prozess vor Gericht, wo er wegen seiner Mitwirkung am Massenmord an den sowjetischen Kriegsgefangenen angeklagt war. Am 28. Mai 1965 wurde er vom Landgericht Köln zu einem Jahr und acht Monaten Haft verurteilt.